# 백두 번째 구름
"백두 번째 구름"(Cloud, Encore)은 한국에서 제작된 정성일 감독의 2018년 다큐멘터리 영화이다. 임권택 등이 주연으로 출연하였고 김종원 등이 제작에 참여하였다.

## 출연

### 주연
- 임권택

## 기타
- 프로듀서: 박영언
- 공동제작: 김재윤
- 사운드: 이승철
- 현장녹음: 홍초선